# Kaksossaari
Kaksossaari är en ö i Finland. Den ligger i sjön Karhijärvi och i kommunen Björneborg i den ekonomiska regionen  Björneborgs ekonomiska region  och landskapet Satakunta, i den sydvästra delen av landet, 210 km nordväst om huvudstaden Helsingfors. Öns area är 0,6 hektar och dess största längd är 160 meter i öst-västlig riktning.